# Правління герцогів
Правлі́ння ге́рцогів — період міжкоролів'я тривалістю 10 років з 574 або 575 у житті Лангобардського королівства в Італії після смерті короля Клефа.
Лангобарди не вибрали собі нового короля, наділивши місцевих герцогів верховною владою. Герцоги не змогли поодинці продовжувати завоювання лангобардів. Коли вони напали на меровінзькі провінції (584 або 585), королі франків Гунтрам і Гільдеберт II напали на Лангобардію, захопили Тренто і розпочали переговори з візантійським імператором Тиберієм II Костянтином, спрямовані проти лангобардів. 
Зрештою ці обставини призвели до обрання герцогами нового короля Автарія.
Відомі такі герцоги того часу:
Велика Лангобардія:
- Ейн, герцог Трентський
- Гізульф I, герцог Фріульський
- Забан, герцог Павії
- Аймон, герцог Турину
- Валарій, герцог Бергамо
- Алагіз I, герцог Брешії

Мала Лангобардія:
- Фароальд I, герцог Сполетський
- Зотто, герцог Беневентський